# 格拉斯哥科學中心
格拉斯哥科學中心（英語：Glasgow Science Centre，縮寫：GSC）是位於蘇格蘭格拉斯哥克萊德河畔的複合體科學中心，2001年6月5日由伊莉莎白二世主持開幕。該中心包括一個科學堂（Science Mall）、一個IMAX影院和格拉斯哥塔。它是格拉斯哥的著名旅遊景點之一。 格拉斯哥科學中心也負責運作2009年建成的懷特利風電場。

## 外部連結
- Official website （页面存档备份，存于）
- Photos of the Science Centre

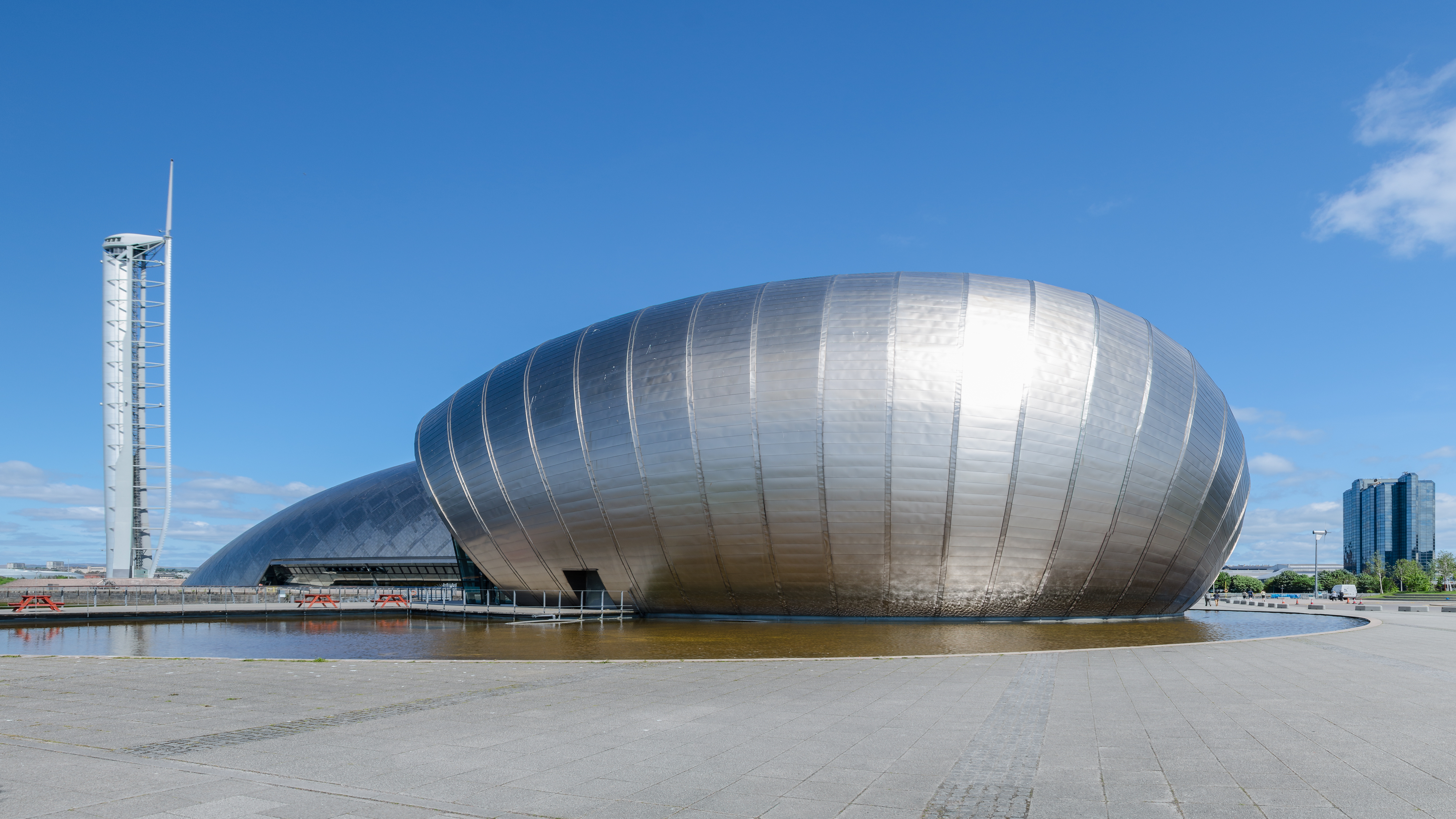
格拉斯哥科學中心是蘇格蘭最大的建築物

- Article on Construction of the Glasgow Science Centre
- Photographs taken from the tower and of the tower
- Online video of the view from the tower[永久]
- Glasgow Science Centre - Clyde Waterfront Regeneration （页面存档备份，存于）